# Олджат-хатун
Олджат-хатун (груз. ოლჯათი, нар. бл. 1289 — пом. 1302) — цариця-консорт Грузії, дружина двох царів: Вахтанга II, який правив у 1289—1292 роках, і Давида VIII, який правив у 1292—1311 роках. Вона була дочкою Абаки-хана, монгольського ільхана Ірану.

## Походження
Олджат-хатун була молодшою дочкою Абаки-хана. Її матір'ю була або дружина Абаки-хана Марія Деспіна Монгольська, незаконнонароджена дочка візантійського імператора Михайла VIII Палеолога, або Булуджин-егечі, наложниця. Таким чином, Олджат-хатун була праправнучкою Чингісхана.

## Перший шлюб
В анонімній «Хроніці ста років» XIV століття, що входить до складу «Картліс цховреби», повідомляється, що після смерті Деметра II Самопожертвувача в 1289 році ільхан Аргун-хан послав впливового грузинського вельможу Хутлу-Бугу до Давида I, царя Імереті, дядька страченого монарха, з проханням прислати до нього свого сина Вахтанга, якого він мав намір посадити на грузинський престол і видати за нього свою сестру Олджат-хатун. Царювання Вахтанга II було недовгим, і він раптово помер у 1292 році.

## Другий шлюб
Після смерті свого чоловіка Олджат-хатун стала дружиною, за згодою ільхана, двоюрідного брата Вахтанга і його наступника, Давида VIII, сина Деметра II. Давид VIII незабаром підняв повстання проти гегемонії монголів і закріпився в горах Мтіулеті. У 1298 році Олджат-хатун входила до складу делегації, надісланої Давидом для переговорів з монгольським воєначальником Кутлушахом, який поставився до цариці з особливою пошаною, оскільки вона була монгольською принцесою.
Олджат-хатун були дані гарантії безпеки царя, а також кільце і серветка, причому остання була символом вибачення, в той же час Сибути, син Кутлушаха, був запропонований в якості заручника. Цариця, однак, була затримана і, після того, як Давид VIII відмовився особисто прибути на переговори, відвезена в Іран. Ільхан вирішив, що вона більше не повинна повертатися до свого чоловіка. Коли Давид VIII дізнався про це, він в 1302 році одружився з дочкою Хамад Сурамелі.
У середньовічних хроніках немає згадок про дітей від союзу Олджат-хатун і Давида VIII, але відповідно до сучасної версії Мелхіседек і Андронік, князі Аластани XIII століття, відомі з сучасних їм документів, що були їхніми синами.